# Ronski ledenik
 Ronski ledenik (nemško Rhonegletscher, valaiško nemško Rottengletscher, francosko glacier du Rhône, italijansko ghiacciaio del Rodano) je ledenik v Švicarskih Alpah in izvir reke Rone ter eden glavnih pritokov Ženevskega jezera v skrajnem vzhodnem koncu švicarskega kantona Valais. Ker je ledenik blizu ceste čez prelaz Furka, je lahko dostopen.

## Geografija
Ronski ledenik je največji ledenik v Urnerskih Alpah. Leži na južni strani verige pri izviru Rone. Undri Triftlimi (3081 m) ga poveže z ledenikom Trift. Ledenik leži na najsevernejšem delu kantona Valais, med prelazom Grimsel in prelazom Furka in je del občine Oberwald. Dammastock (3630 m) je najvišji vrh nad ledenikom.
Ledenik pokriva 17,60 km². 
Njegova dolžina je bila: 9,09 km (1879), 8,00 km (1973), 7,65 km (2016) .
Njegova najvišja točka je na 3.630 m nadmorske višine in najnižja 2200 m.

## Razvoj
- 2018
- 2010
- 2008
- 2005
- 1900
- 1870

Ker je lahko dostopen, njegov razvoj opazujejo že od 19. stoletja. Ledenik je v zadnjih 120 letih izgubil približno 1300 m, za seboj pa pustil sled golega kamna.

## Počasen umik
Že nekaj let so v toplih obdobjih nameščene runaste bele odeje, odporne na UV, ki pokrivajo približno 5 hektarjev umikajočega se ledenika, da bi se zmanjšalo njegovo taljenje. Ocenjuje se, da ta napor zmanjša taljenje do 70 %.Poleg globalnih posledic naraščajočega segrevanja podnebja in nestabilnosti lokalno gospodarstvo tvega izgubo poslovnega dohodka zaradi ledeniških turistov, ki so se na to območje zgrinjali od leta 1870, da bi se sprehodili skozi »dolgo in vijugasto ledeno jamo z bleščečimi modrimi stenami in puščajočim stropom«.